# Heinrich Gustav Flörke

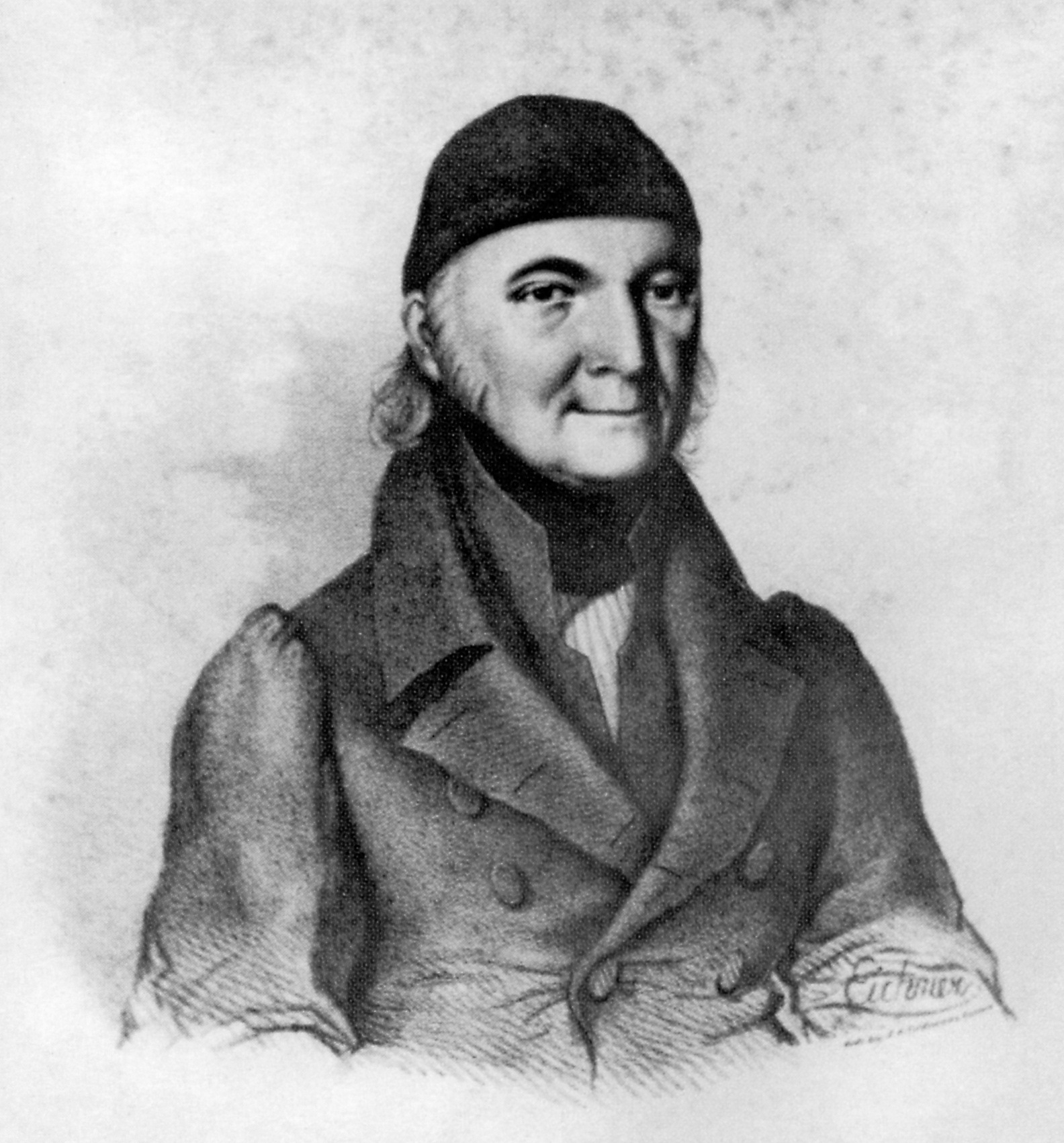
Heinrich Gustav Flörke

Heinrich Gustav Flörke, eigentlich Gustav Floerke (* 24. Dezember 1764 in Altkalen; † 6. November 1835 in Rostock) war ein deutscher evangelisch-lutherischer Theologe, Mediziner und Botaniker. Sein botanisches Autorenkürzel lautet „Flörke“.

## Leben
Heinrich Gustav Flörke war der dritte Sohn des Praepositus (Leopold Friedrich) Conrad Flörke (1729–1787) und dessen Frau, der Pastorentochter Auguste Christiane, geb. Schmidt (* 1735). Flörke wuchs im Kreis von (mindestens) acht (Halb-)Geschwistern in einem streng pietistischen Haushalt auf. Der Jurist und Komponist Friedrich Jakob Flörke (1758–1799) und der Theologe, Pädagoge und Schriftsteller Ernst Flörke (1767–1830) waren seine Brüder, der Pädagoge Albrecht Flörke (1777–1848) sein Halbbruder aus zweiter Ehe des Vaters.
Flörke besuchte von 1772 bis 1775 das Herzogliche Pädagogium zu Bützow. 1782 begann er das Studium der Evangelischen Theologie an der Universität Bützow und war wegen der Verdienste des Vaters von der Zahlung der Einschreibgebühr befreit. 1786 ist er als Stammbucheinträger in Rostock nachweisbar. Nach Abschluss seines Studiums war er als Hauslehrer und Hofmeister für Gustav Dietrich von Oertzen auf Kittendorf tätig, den er an die Universitäten Göttingen und Rostock begleitete. 1790 ist ein Rostocker Stammbucheintrag der stud. Schmidt / von Oertzen / Pauli / Floerke / Schröder / von Blücher / Schütz mit Punktbruch und zwei gekreuzten Schlägern sowie dem Vandalenzirkel ein früher Beleg für das Bestehen landsmannschaftlich gefügter Vandalenverbindungen als Vorläufer der Corps. Über dem Eintrag befinden sich die Anfangsbuchstaben der Worte des Vandalen-Wahlspruchs Unsere Fahne, so blutig rot, mahnet uns, nimmer zu scheuen den Tod! 1794 erhielt er die Berufung zum Pastor in Kittendorf. Er legte am 17. April 1797 sein Amt nieder, „weil er mit dem Glauben an die symbolischen Bücher unserer Kirche nicht wohl fertig werden konnte“.
Dann ging er zum Studium der Medizin und Botanik an die Universität Jena und unternahm botanische Wanderungen durch Deutschland. In Berlin wurde er Bibliothekar der Gesellschaft Naturforschender Freunde zu Berlin und Mitglied der Literarischen Gesellschaft Tunnel über der Spree. Von 1800 bis 1813 betreute er nach dem Tod seines Bruders die Herausgabe der Bände 78 bis 123 der Oeconomischen Encyclopädie.
1816 wurde er als Nachfolger von Ludolph Christian Treviranus zum Professor der Botanik und Naturgeschichte in Rostock berufen und 1817 Magister. 1827/28 war er Rektor der Universität und mehrmals Dekan der Philosophischen Fakultät. Er führte einen umfangreichen Briefwechsel mit Heinrich Julius Tode und war im Jahr 1819 Stifter der Philomathischen Gesellschaft in Rostock. Ab 1820 war er Mitglied der Deutschen Akademie der Naturforscher Leopoldina. Sein akademischer Name lautete Witheringius. Der Mecklenburgische Patriotische Verein, dessen Generalsekretär er als Nachfolger von Lorenz Karsten ab 1830 war, ernannte ihn zum Ehrenmitglied.
Sein Spezialgebiet war die Flechtenkunde (Lichenologie), wo er führend war.

„Am 6. Nov. starb an einem Nervenschlage Hr. Dr. Heinrich Gustav Floerke, Professor der Botanik an der Universität zu Rostock, nachdem er schon seit längerer Zeit durch einen Nervenschlag gelähmt und an der Erfüllung seiner Berufspflichten gehindert worden war. Mit ihm verliert Deutschland einen ausgezeichneten Lichenologen, der unter günstigeren Verhältnissen noch weit mehr zur Förderung der Wissenschaft beigetragen haben würde, als ihm unter den Verhältnissen, in denen er lebte, möglich war. Er verband mit den umfassendsten Kenntnissen eine seltene Biederkeit und Anspruchslosigkeit, die ihm die Herzen aller derjenigen gewonnen, welche das Glück hatten, ihn näher kennen zu lernen. Möge ihm die Erde leicht seyn!“

## Dedikationsnamen

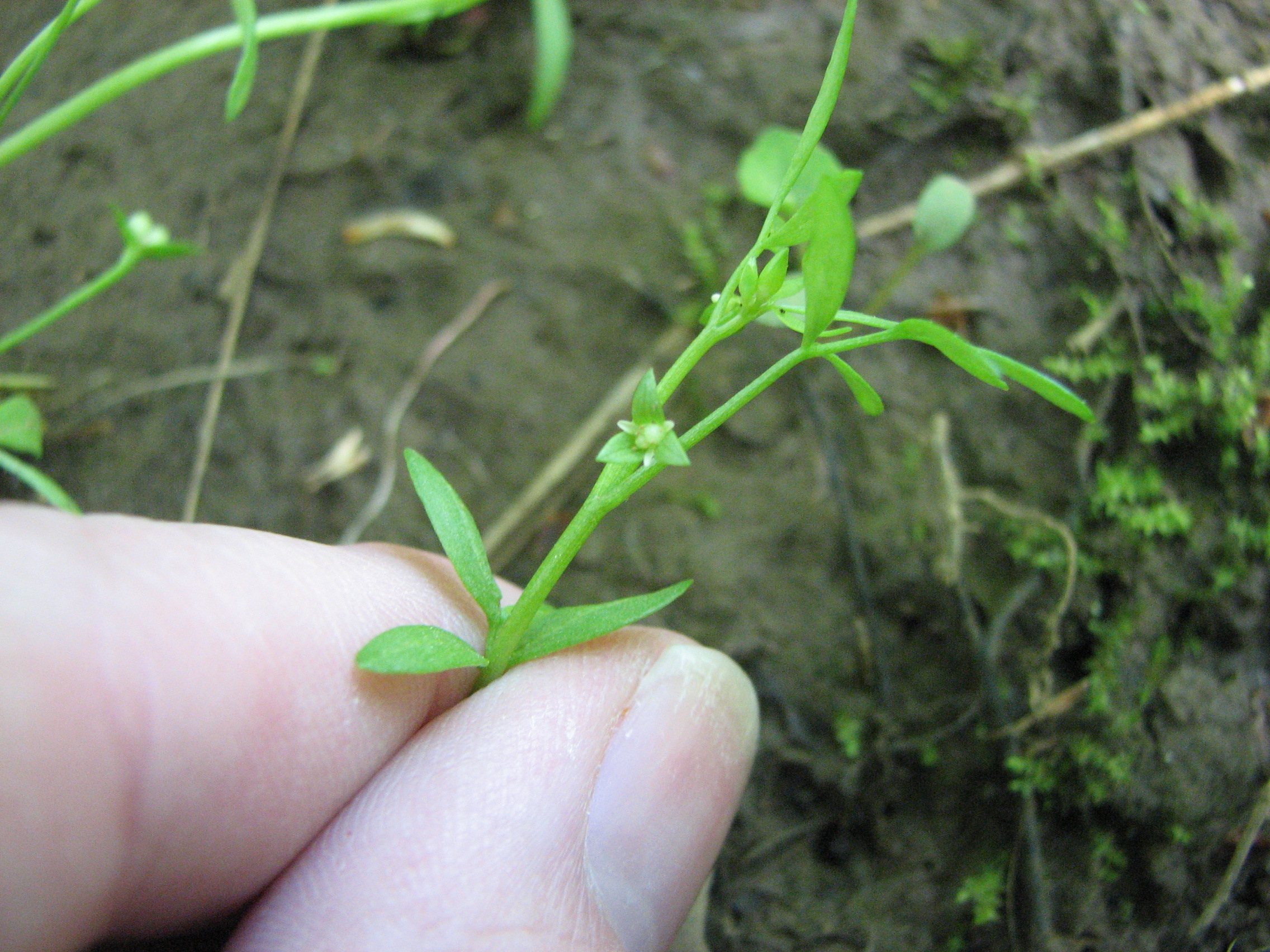
Floerkea proserpinacoides

- Gattung Floerkea Willd. der Limnanthaceae[9]
- Phascum floerkeanum
- Microbryum floerkeanum

## Schriften
- Beschreibung der deutschen Staubflechten. 1807
- Repertorium des Neuesten und Wissenswürdigsten aus der gesamten Naturkunde. 5 Bände, 1811–1813
- Systematische deutsche Lichenen-Sammlung. 1.–6. Lieferung, 1812–1819
- Deutsche Lichenen gesammelt und mit Anmerkungen. 1815 (Digitalisat)
- (Hrsg.) Neue Annalen der Mecklenburgischen Landwirtschaftsgesellschaft. 1820–1831
- Unterhaltungen aus dem Gebiete der Naturwissenschaft. 12 Bände, 1820–1825
- Über den Zustand der Leibeigenen in Mecklenburg. In: »Neue Gallerie der Charlatanerien« 1803
- Über die Unvollkommenheit der plattdeutschen Sprache und die zu wünschende gänzliche Verbannung dieser Mundart, wenigstens aus den Zirkeln gebildet seyn wollender Menschen. 1825
- De Cladoniis, deffallimo lichenum genere, commentatio nova. 1828
- Über den Aberglauben. 1832